# Trachelophorus giraffa
El gorgojo jirafa (Trachelophorus giraffa) es una especie de coleóptero de la familia Attelabidae, caracterizado por un cuello especialmente largo.

## Distribución geográfica
Habita en Madagascar.

## Dieta y estilo de vida
Los gorgojos jirafa pasan toda su vida en los árboles de los bosques de Madagascar. Como tal, su dieta se compone principalmente de las hojas de los árboles en los que habitan.

## Depredadores
No ha habido ninguna investigación que cuantifique que los gorgojos jirafa tengan depredadores específicos. Los depredadores comunes en el bosque de Madagascar que se alimentan de escarabajos y sus larvas en general serían aves y pequeños mamíferos como lémures y fosas.

## Reproducción
Para atraer a una pareja de apareamiento, se sabe que los gorgojos jirafa machos realizan exhibiciones elaboradas que implican el balanceo de sus cuellos, mostrando sus colores vibrantes. Luego, la hembra del gorgojo jirafa evalúa el baile y, si lo aprueba, el macho tendrá la oportunidad de cortejarlo.
Si bien no se ha realizado ninguna investigación cuantitativa sobre los hábitos reproductivos de los gorgojos jirafa, ciertas observaciones han arrojado luz sobre algunos comportamientos únicos. Las hembras pueden enrollar una hoja y poner un solo huevo dentro del tubo de la hoja, cortándolo para que caiga al suelo del bosque. Luego, la hoja proporciona alimento a la larva en sus primeros días de vida.

## Dimorfismo sexual

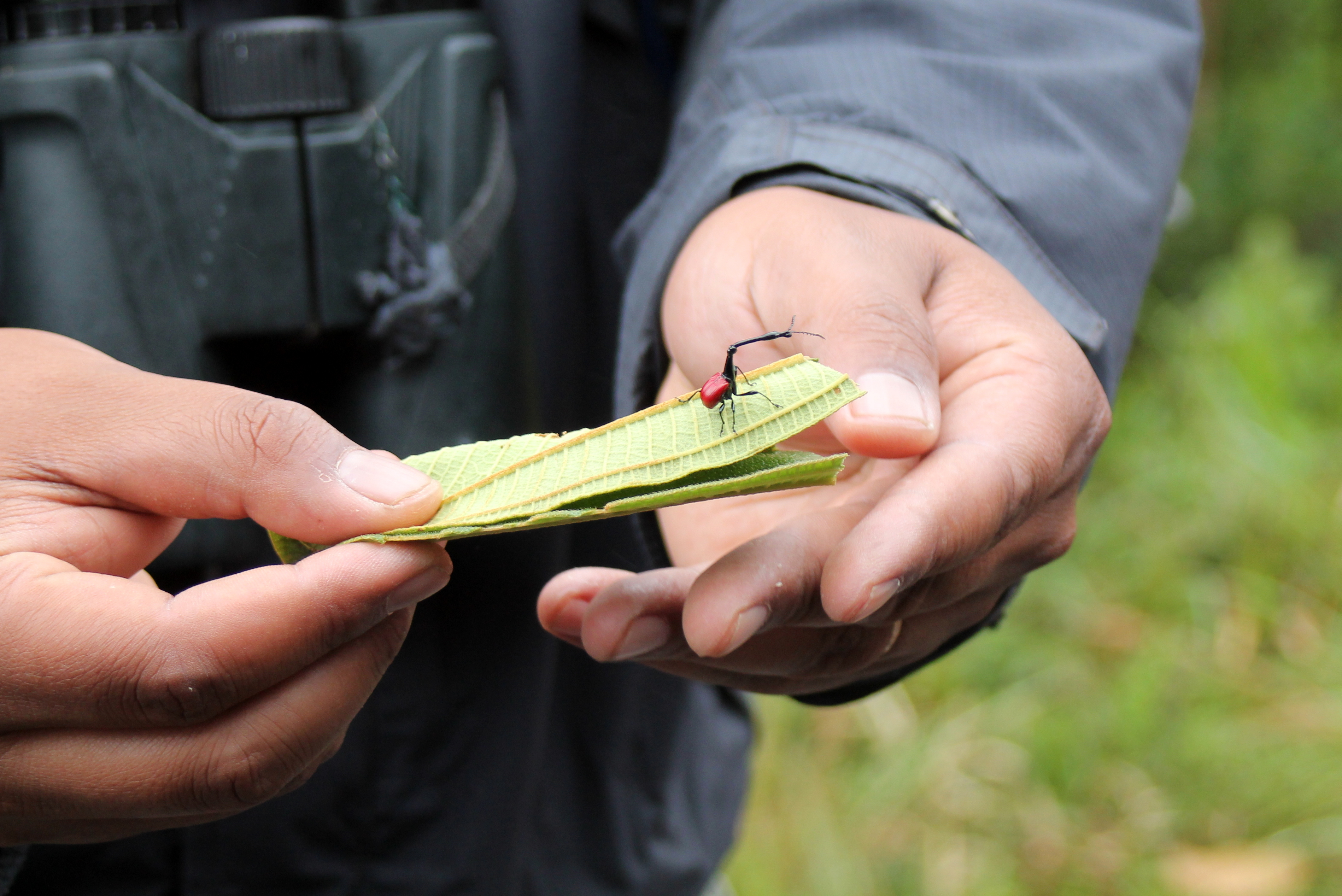
Trachelophorus giraffa en Andasibe.

Los gorgojos jirafa presentan dimorfismo sexual. Los machos de los gorgojos jirafa tienen cuellos alargados que las hembras carecen.

## Cultura
Muchas culturas utilizan los escarabajos como forma de arte y expresión. El gorgojo jirafa se puede ver en las comunidades de Madagascar vendiéndolo y usándolo como decoración o joyería. El precio de un gorgojo jirafa en Madagascar en 2021 rondaba los 10 dólares.